# Leninski prospekt (métro de Saint-Pétersbourg)
Pour les articles homonymes, voir Leninski prospekt.
Leninski prospekt (en russe : Ле́нинский проспе́кт) est une station de la ligne 1 du Métro de Saint-Pétersbourg. en Russie. Elle est située à proximité de l'avenue éponyme dans le raïon Kirov, de Saint-Pétersbourg en Russie.
Mise en service en 1977, elle est desservie par les rames de la ligne 1 du métro de Saint-Pétersbourg.

## Situation sur le réseau

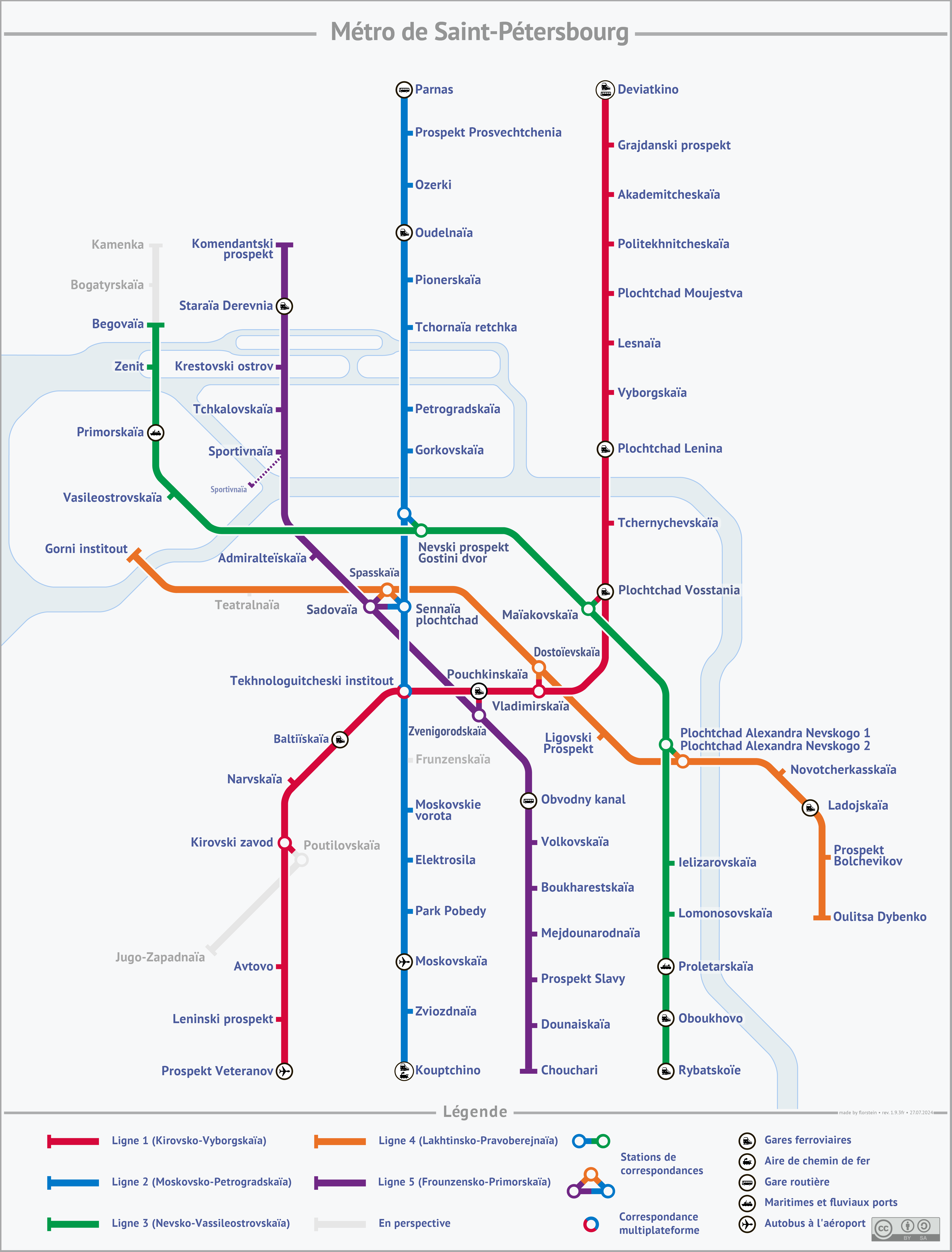
Plan du métro.

Établie en souterrain, à 8 mètres de profondeur, Leninski prospekt est une station de passage de la ligne 1 du métro de Saint-Pétersbourg. Elle est située entre la station Avtovo, en direction du terminus nord Deviatkino, et la station Prospekt Veteranov, terminus sud.
La station dispose d'un quai central encadré par les deux voies de la ligne,.

## Histoire
La station Leninski prospekt est mise en service le 5 octobre 1977, lors de l'ouverture à l'exploitation du prolongement en souterrain d'Avtovo au nouveau terminus Prospekt Veteranov. Ce prolongement remplace le prolongement d'Avtovo au terminus en surface Dachnoye, ouvert le 1er juin 1958. La station Dachnoye est ensuite détruite. Elle doit son nom à la grande avenue éponyme qui passe à son nord.

## Services aux voyageurs

### Accès et accueil
La station dispose de deux halls souterrains : au nord il est accessible par deux passages souterrains piétonniers disposant chacun de deux bouches situées de part et d'autre de l'avenue éponyme. Il est c'est en relation avec le quai par un court tunnel en pente équipé d'un escalier mécanique ; la situation est quasi identique au sud du quai. Depuis 2012, elle dispose d'un système mécanique pliant pour monter ou descendre une personne en fauteuil roulant.

### Desserte
Leninski prospekt est desservie par les rames de la ligne 1 du métro de Saint-Pétersbourg.

Installations et desserte
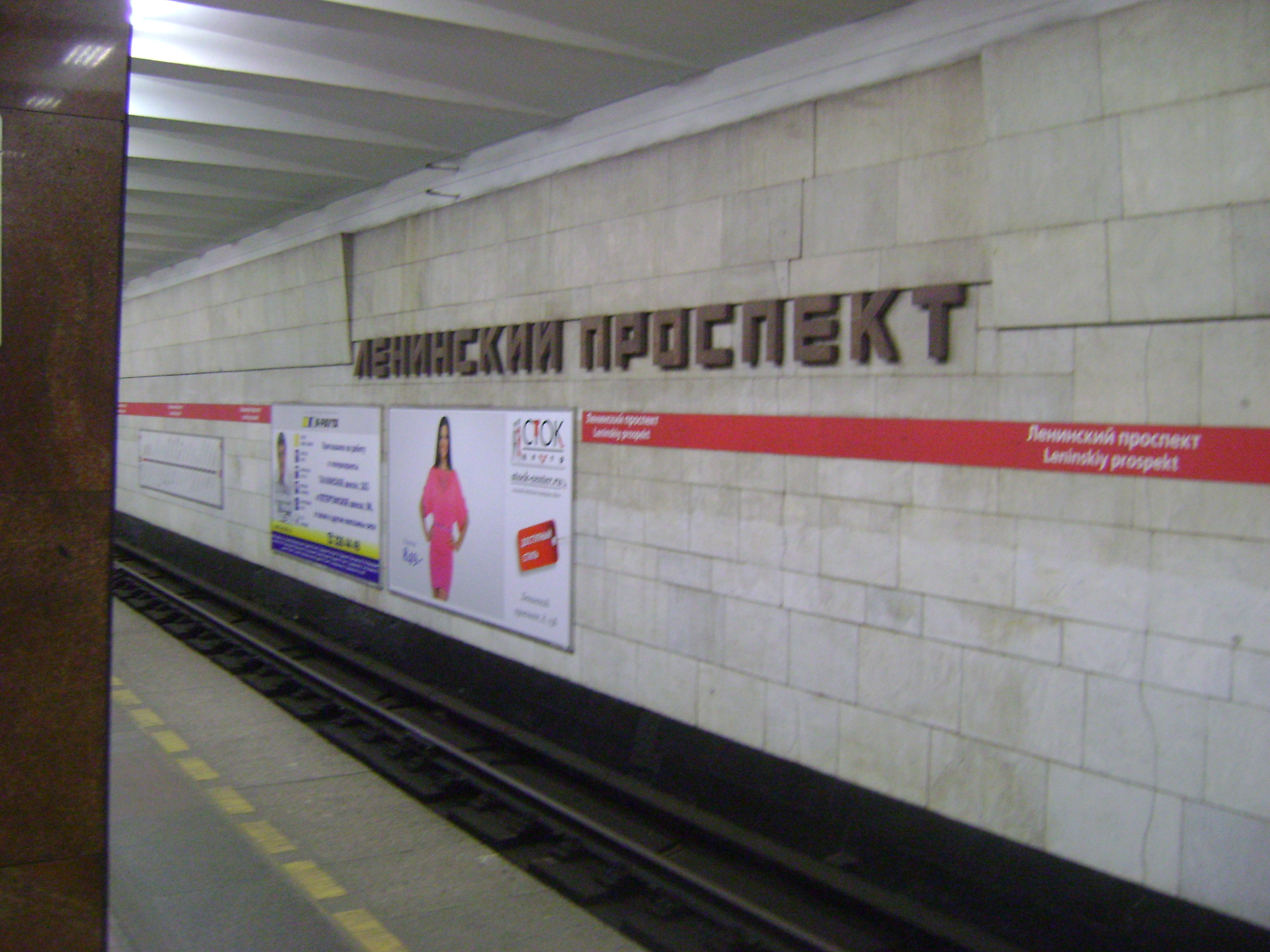
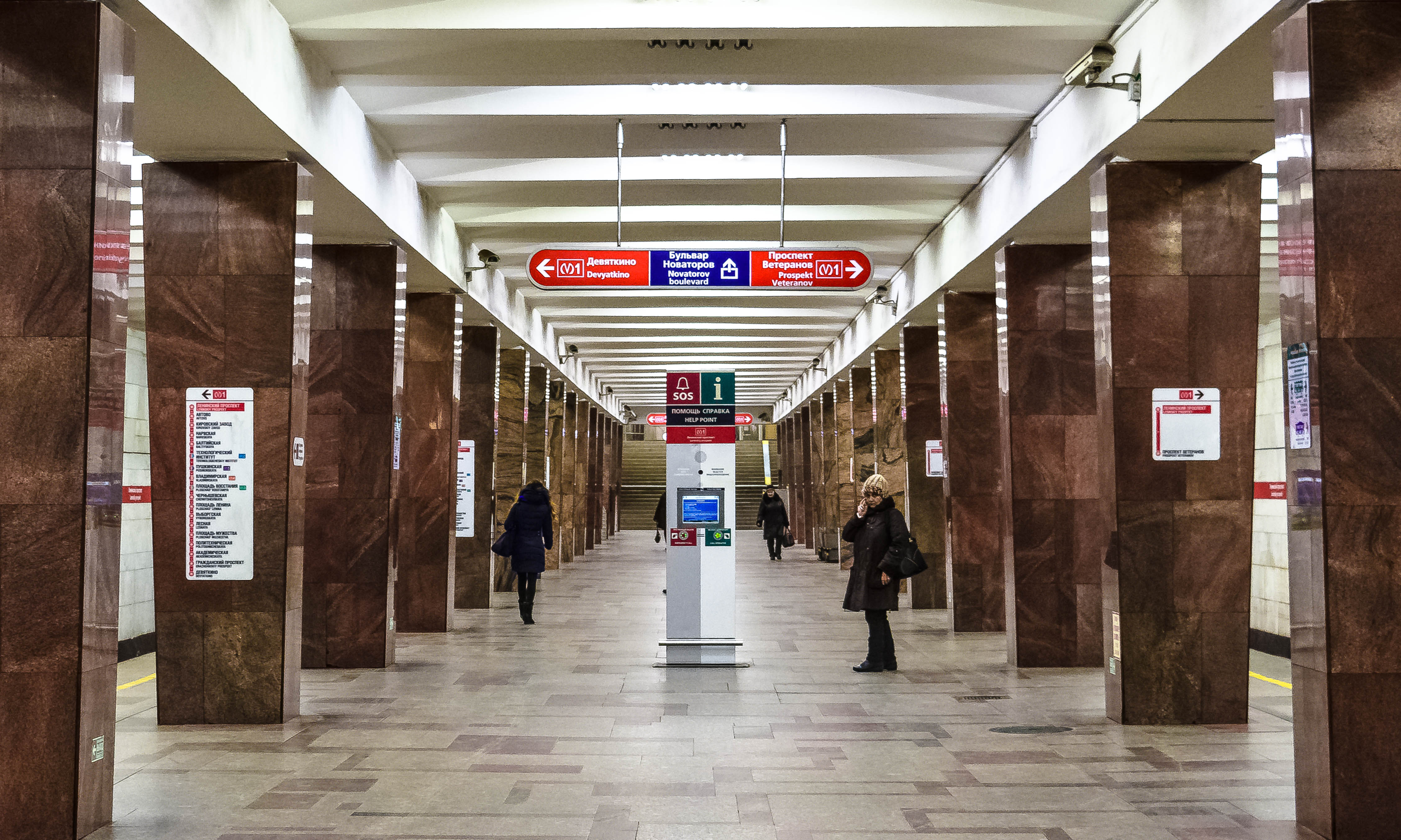
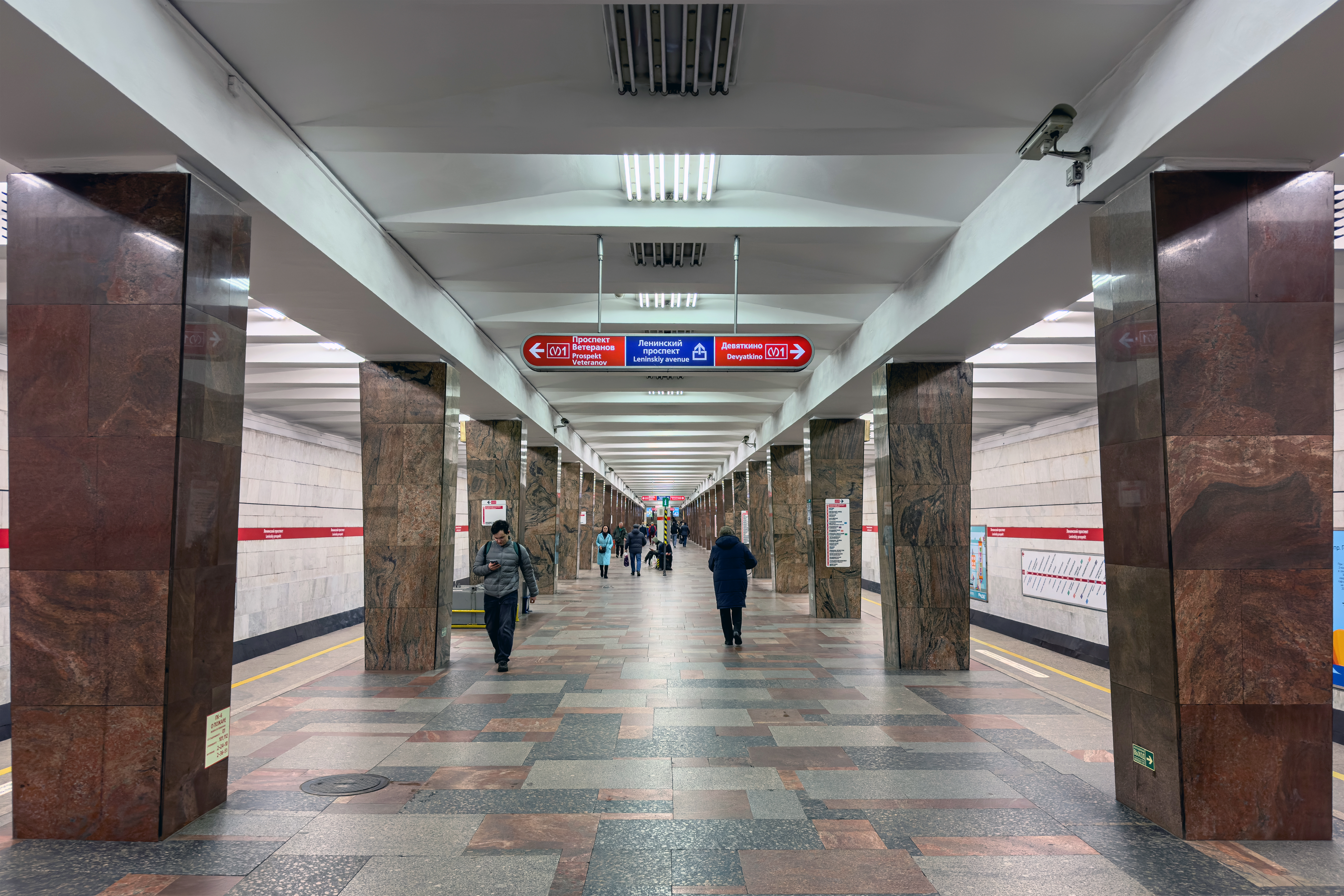

### Intermodalité
À proximité : des arrêts des trolleybus de Saint-Pétersbourg sont desservis par les lignes 29, 32, 35, 44, 45 et 46 ; et des arrêts de bus sont desservis par de nombreuses lignes.